# Bauerfeind
Pour l’article homonyme, voir Charlie Bauerfeind.
Bauerfeind AG est une société allemande fabricante de matériel d'équipement pour la santé, un des plus grands distributeurs de bas de contention et de matériel orthopédique au monde. Son siège est situé à Zeulenroda-Triebes, Thuringe (Est Allemand). Il s'agit d'une entreprise familiale, non cotée en bourse.
La société a été fondée à Zeulenroda en 1929 par Bruno Bauerfeind comme "fabricant de bas en caoutchouc médicaux. En 1949, son fils, Rudolf Bauerfeind, a quitté Zeulenroda à cause de la politique de nationalisation de l'Est de l'Allemagne et reconstruit la firme dans l'Ouest de l'Allemagne, d'abord à Darmstadt-Eberstadt, puis à Kempen. Immédiatement après la réunification allemande, en 1991, Hans B. Bauerfeind, petit-fils du fondateur et président du conseil d'administration depuis 1976 refonde Bauerfeind GmbH, telle qu'elle était auparavant dans l'Est du pays. Il achète un fabricant de bandage de compression et investit plus de 100 millions d'euros dans une nouvelle unité de production, un centre de recherche et un nouveau bâtiment qui plus tard deviendra le siège (une tour de 57 mètres - bâtiment le plus haut construit en Thuring depuis la réunification). La société familiale fonctionnera à partir de 2002 comme Bauerfeind AG.
Hans Bauerfeind a fait de la société familiale un groupe international. L'entreprise compte actuellement 2 000 employés dont 800 à Zeulenroda, répartis dans les quatre coins du monde au travers des diverses filiales : principalement, l'Autriche, la France, la Grande-Bretagne, l'Italie, l'Espagne et les États-Unis. Les ventes en 2010 ont été d'environ 250 millions d'euros. La société est le leader sur le marché européen et parmi les premiers mondiaux dans les domaines des bandages compressifs, des orthèses orthopédiques, des systèmes informatiques d'application de création de modèle 3D pour une prise de mesure parfaite des jambes.